# Jamboul Jabayev
Jambyl Jabayev (en kazakh : Жамбыл Жабаев), né le 28 février 1846 à Semirech'e (région de Jetyssou dans l'oblys d'Almaty) et mort le 22 juin 1945 à Almaty, alors Alma-Ata, est un akyn (musicien ou poète improvisateur traditionnel) kazakh, lauréat du Prix Staline en 1941.

## Biographie
Les parents de Jamboul Jabayev sont les nomades de la Grande jüz.
Selon la légende familiale, Uldan donna naissance à son fils près du mont Jamboul, à proximité du fleuve Tchou, alors qu'elle fuyait son village attaqué. Djabaï, le père, choisit alors le nom de la montagne pour son fils.
L'enfant apprend très tôt la pratique de la dombra (un instrument musical apparenté au luth), et il quitte la maison natale à quatorze ans pour devenir akyn. Il apprend l'art de l'improvisation auprès de l'akyn Suyunbaï Aronouly. Durant toute sa carrière, il chantera exclusivement en kazakh.
Jamboul Jabayev meurt en 1945, huit mois avant son centième anniversaire. Il est enterré à Almaty, dans son propre jardin.
Beaucoup de poèmes et de chants patriotiques, pro-révolutionnaires et pro-Staline lui ont été attribués durant les années 1930, et largement diffusés dans toute l'Union soviétique.
La ville de Taraz a porté le nom du musicien de 1938 à 1997, et l'oblys de Jamboul, dont Taraz fait partie, en a conservé le patronyme.

## Controverse
Des voix de poètes russes, officiellement désignés comme « traducteurs », se sont élevées pour réclamer la paternité de certains poèmes de Jamboul Jabayev,,.
Selon l'interview accordé par le célèbre compositeur Dmitri Chostakovitch au journaliste Solomon Volkov, les poèmes et chants de Jabayev prétendument traduits de kazakh furent entièrement la fabrication de poètes et écrivains de Moscou.
Le poète russe Andreï Aldan-Semenov (en), s'est même déclaré être le véritable créateur de Jamboul Jabayev, arguant qu'en 1934, à la demande du PCUS, il dut dénicher un akyn « pauvre et sans descendance ». C'est sur recommandation du président d'une ferme collective qu'il découvre Jabayev. Après l'arrestation d'Aldan-Semenov, d'autres « traducteurs » semblent avoir composé des poèmes attribués à Jabayev.
D'après le journaliste kazakh Erbol Kurnmabaev, Jabayev est un akyn de clan, relativement peu connu jusqu'en 1936. À cette date, le jeune poète Abilda Tajibaev le découvre, missionné par le premier secrétaire du Parti communiste, Levon Mirzoyan (en), qui souhaite trouver un akyn semblable à Suleyman Stalsky (en), le poète daghestanais.

Tajibaev aurait alors publié le poème Mon pays, sous le nom de Jabayev. L'œuvre est ensuite traduite en russe par le poète Pavel Kuznetsov, dans les pages du journal Pravda et rencontre rapidement le succès.

Un groupe de « secrétaires », composé de jeunes poètes kazakhs, commence alors à composer sous le nom de Jabayev. Ils sont rejoints, de 1941 à 1943, par le poète russe Mark Tarlovsky.

## Récompenses
- Ordre du Drapeau rouge du Travail (1936)
- Ordre de Lénine (1938)
- Ordre de l'Insigne d'honneur (1939)
- prix Staline (1941)

## Films
- 1994 — Жамбыл: Адамзатың ұлы зыршысы (Jamboul : le grand chanteur de l'humanité) - Documentaire sous la direction de Kalila Umarov (ru).